# Родине
Родине (словен. Rodine) — поселення в общині Чрномель, Південно-Східна Словенія, Словенія. Висота над рівнем моря: 418,2 м.